# 大日本帝国憲法第16条
大日本帝国憲法第16条（だいにほん/だいにっぽん ていこくけんぽう だい16じょう）は、大日本帝国憲法第1章にある、天皇の役割についての規定である。

## 現代風の表記
天皇は、大赦、特赦、減刑及び復権を命ずる。